# Trần Mẫn công
Trần Mẫn công (chữ Hán: 陳湣公; trị vì: 501 TCN-478 TCN), tên thật là Quy Việt (媯越), là vị vua thứ 26 và là vua cuối cùng của nước Trần – chư hầu nhà Chu trong lịch sử Trung Quốc.

## Giữa Ngô và Sở
Trần Mẫn công là con của Trần Hoài công – vua thứ 24 nước Trần. Năm 502 TCN, Hoài công sang nước Ngô và bị Ngô Hạp Lư giam giữ. Người nước Trần bèn lập Quy Việt lên nối ngôi, tức là Trần Mẫn công.
Năm 499 TCN, em Tống Cảnh công là công tử Địa vì có mâu thuẫn nên chạy sang nước Trần. Một người em khác là công tử Thìn cùng các đại phu Trọng Đà, Thạch Khu cũng chạy sang Trần.
Cùng năm, Trần Mẫn công cử Công Tôn Đà Nhân mang quân hợp với quân nước Sở đánh diệt nước Đốn.
Năm 498 TCN, công tử Thìn, công tử Địa nước Tống cùng Trọng Đà và Thạch Phu được nước Trần giúp sức, mang quân tiến về nước Tống, tiến vào đất Tiêu, đến năm 497 TCN thì thua trận chạy sang nước Lỗ.
Năm 496 TCN, Ngô vương Phù Sai mới lên ngôi, mang quân đánh Trần, chiếm 3 ấp của nước Trần.
Năm 495 TCN, Trần Mẫn công cùng vua Tùy và vua Hứa mang quân theo Sở Chiêu vương đi đánh nước Sái.
Năm 488 TCN, Ngô Phù Sai lại đánh nước Trần. Trần Mẫn công cầu cứu nước Sở. Sở Chiêu vương mang quân đến cứu Trần, tiến đến Thành Phụ. Quân Ngô phải rút lui.
Năm 486 TCN, Phù Sai đại phá quân nước Tề ở Ngải Lăng, sai sứ triệu tập Trần Mẫn công. Trần Mẫn công sợ hãi phải sang triều kiến. Do Trần quy phục Ngô, Sở Huệ vương tức giận sai Tử Kỳ mang quân đánh Trần. Trần Mẫn công cố thủ và cầu cứu nước Ngô.
Năm 485 TCN, Ngô Phù Sai sai Quý Trát đi cứu nước Trần. Quý Trát thuyết phục tướng Sở là Tử Kỳ nên bãi binh để dân được nghỉ, không nên vì lợi ích của vua Ngô và vua Sở để dân nhọc sức. Tử Kỳ nghe theo, hai bên cùng lui binh. Nước Trần được giải vây.
Năm 480 TCN, Sở Huệ vương gặp loạn Bạch công Thắng, bị phế truất. Nhân khi nước Sở có loạn, Trần Mẫn công cậy có dân đông, lương thực nhiều, bèn tới đánh phá nước Sở.
Nhờ có Thẩm Chư Lương giúp, Huệ vương diệt được Bạch Thắng, phục hồi ngôi vua. Sang năm 478 TCN, Sở Huệ vương sai Vũ Thành Doãn (con Lệnh doãn Tử Tây) mang quân đánh nước Trần. Trần Mẫn công mang quân ra chống bị thua trận, phải lui về thành. Quân Sở vây thành. Tháng 7 năm đó, thành bị hạ, Trần Mẫn công bị bắt và bị giết.
Trần Mẫn công ở ngôi được 24 năm. Sở Huệ vương diệt nước Trần. Nước Trần từ thời Trần Hồ công đến Trần Mẫn công truyền được 26 đời vua.